# Archipiélago de Joinville
El archipiélago de Joinville es un grupo de islas de la Antártida, situadas entre el mar de Weddell y el estrecho de Bransfield (o mar e la Flota) al noroeste de la punta de la península Antártica —la península Trinidad—, de la cual está separada por el estrecho Antarctic. 

## Geografía
La isla Joinville es la más grande del archipiélago. Inmediatamente al norte de la isla Joinville y separada por el canal Larsen está la isla D'Urville, la isla más septentrional del archipiélago de Joinville, que está localizada a 63°05′S 56°20′O / -63.083, -56.333. La tercera isla del archipiélago es la isla Dundee y de menor tamaño son la isla Paulet y la isla Bransfield. Aproximadamente a 20 km al ESE se encuentran las islas Peligro, denominadas: Heroine, Beagle, Comb, Darwin, Platter, Earle, y roca Dixey. En la boca sureste del estrecho Antarctic se halla la isla Rosamel.
La isla D'Urville está separada de la isla Bransfield por el pasaje Burden. La isla Joinville está separada de la isla Dundee por el estrecho Active y por el estrecho Tay.

## Historia
El archipiélago de Joinville fue descubierto en 1838 por el capitán Jules Dumont D'Urville, en una expedición francesa, quien denominó Terre Joinville en homenaje a Francisco Fernando de Orleans, príncipe de Joinville, al grupo de islas que pensaba que estaban unidas.

## Reclamaciones territoriales
Argentina incluye a las islas en el departamento Antártida Argentina dentro de la provincia de Tierra del Fuego, Antártida e Islas del Atlántico Sur; para Chile forman parte de la comuna Antártica de la provincia Antártica Chilena dentro de la Región de Magallanes y de la Antártica Chilena; y para el Reino Unido integran el Territorio Antártico Británico. Las tres reclamaciones están sujetas a las disposiciones del Tratado Antártico.